# Sportjahr 1944
Liste der Sportjahre

◄◄ | ◄ | 1940 | 1941 | 1942 | 1943 | Sportjahr 1944 | 1945 | 1946 | 1947 | 1948 | ► | ►►

Weitere Ereignisse   · Olympische Spiele · Olympische Winterspiele

## Badminton
Höhepunkt des Badmintonjahres 1944 waren die French Open. Skandinavien, Indien und Frankreich waren die Zentren der Sportart im sechsten Kriegsjahr. Der internationale Spielbetrieb war nahezu vollständig unmöglich, auch waren nationale Titelkämpfe äußerst rar.

### Internationale Veranstaltungen
| Veranstaltung | Herreneinzel   | Dameneinzel   | Herrendoppel                 | Damendoppel                    | Mixed                          |
| ------------- | -------------- | ------------- | ---------------------------- | ------------------------------ | ------------------------------ |
| French Open   | Henri Pellizza | Yvonne Girard | Michel Marret Henri Pellizza | Yvonne Girard Madeleine Girard | Henri Pellizza Simone Pellizza |

### Nationale Meisterschaften
| Veranstaltung | Herreneinzel    | Dameneinzel    | Herrendoppel                 | Damendoppel                 | Mixed                       |
| ------------- | --------------- | -------------- | ---------------------------- | --------------------------- | --------------------------- |
| Dänemark      | Tage Madsen     | Agnete Friis   | Tage Madsen Carl Frøhlke     | Marie Ussing Jytte Thayssen | Jan Schmidt Jytte Thayssen  |
| Indien        | Devinder Mohan  | Tara Deodhar   | George Lewis Devinder Mohan  | Tara Deodhar Sunder Deodhar | V. N. Iyer Ravibala Chitale |
| Schweden      | Hasse Petersson | Amy Pettersson | Helge Paulsson Bengt Polling | Thyra Hedvall Märtha Sköld  | Knut Malmgren Elsy Killick  |

## Leichtathletik
- 7. Juli – Gunder Hägg, Schweden, lief die 1500 Meter der Herren in 3:43,0 min.
- 4. August – Erik Elmsater, Schweden, lief die 3000 Meter Hindernis der Herren in 8:59,6 min.
- 7. August – Gunder Hägg, Schweden, lief die 1500 Meter der Herren in 3:43,0 min.
- 25. August – Viljo Heino, Finnland, lief die 10.000 Meter der Herren in 29:35,4 min.
- 27. August – Anna Larsson, Schweden, lief die 800 Meter der Damen 02:15,9 min.
- 13. September – Nina Dumbadze, Sowjetunion, erreichte im Diskuswurf der Damen 49,88 m.
- 24. September – Viljo Heino, Finnland, lief die 10.000 Meter der Herren in 29:35,4 min.
- 27. September – Anna Larsson, Schweden, lief die 800 Meter der Damen in 02:15,9 min.

## Geboren

### Januar

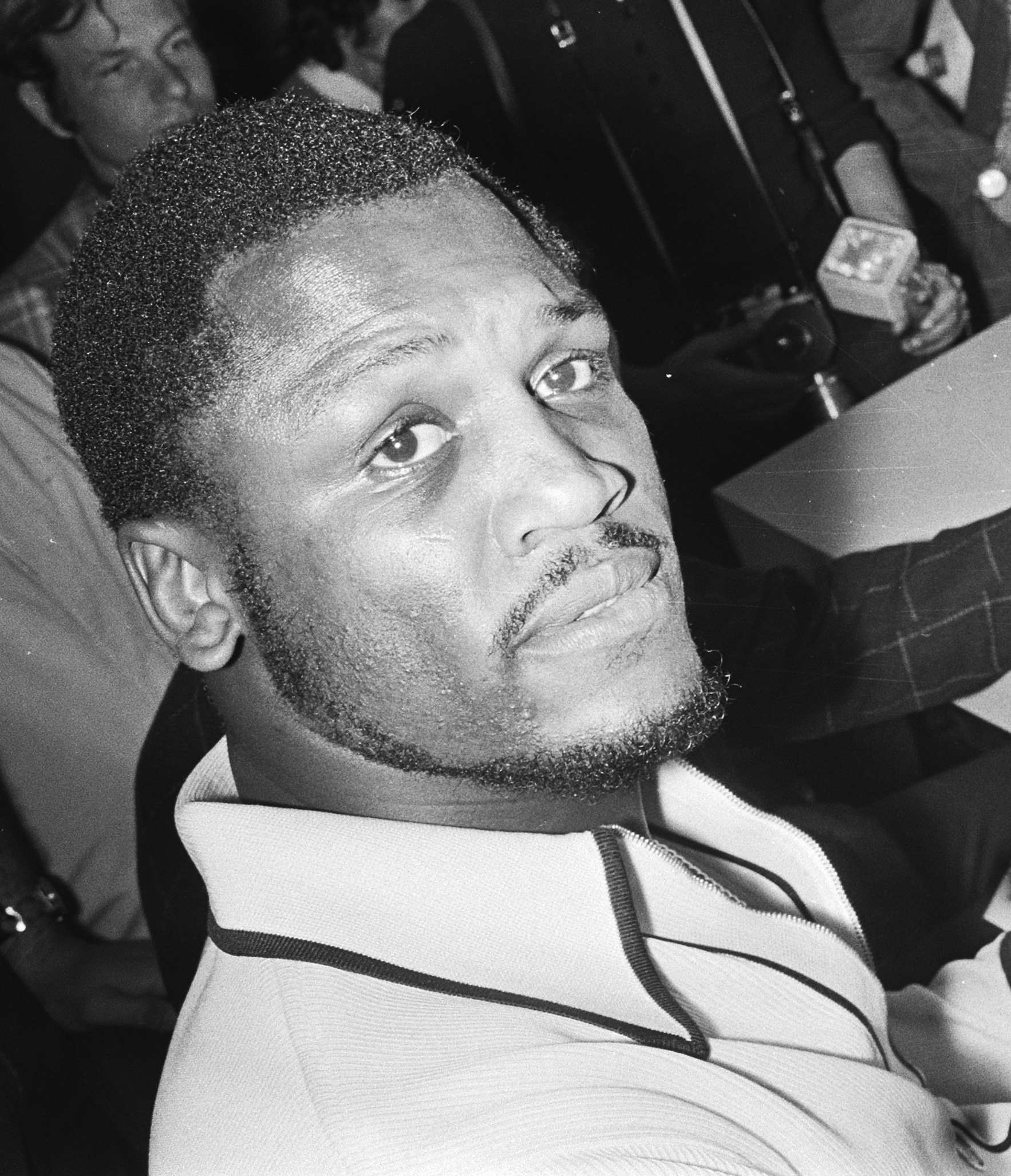
Joe Frazier

- 03. Januar: Ramiro Blacut, bolivianischer Fußballspieler und -trainer († 2024)
- 05. Januar: Peter Rieger, deutscher Boxer
- 05. Januar: Jan de Vries, niederländischer Motorradrennfahrer († 2021)
- 06. Januar: Ørnulf Andresen, norwegischer Radrennfahrer
- 06. Januar: Helmut Digel, deutscher Handballspieler, Sportwissenschaftler und Sportfunktionär
- 12. Januar: Joe Frazier, US-amerikanischer Schwergewichtsboxer († 2011)
- 12. Januar: Vlastimil Hort, tschechisch-deutscher Schachspieler († 2025)
- 13. Januar: Herbert Gronen, deutscher Fußballspieler († 2023)
- 15. Januar: Lothar Abend, deutscher Boxer
- 18. Januar: Tom Farrell, US-amerikanischer Mittelstreckenläufer
- 20. Januar: Karl-Heinz Becker, deutscher Automobilrennfahrer
- 23. Januar: Sergej Below, sowjetisch-russischer Basketballspieler, -trainer und -funktionär († 2013)
- 29. Januar: Syed Mohammed Arif, indischer Badmintonspieler
- 30. Januar: Roberto Tancredi, italienischer Fußballspieler
- 31. Januar: Spartaco Landini, italienischer Fußballspieler († 2017)

### Februar

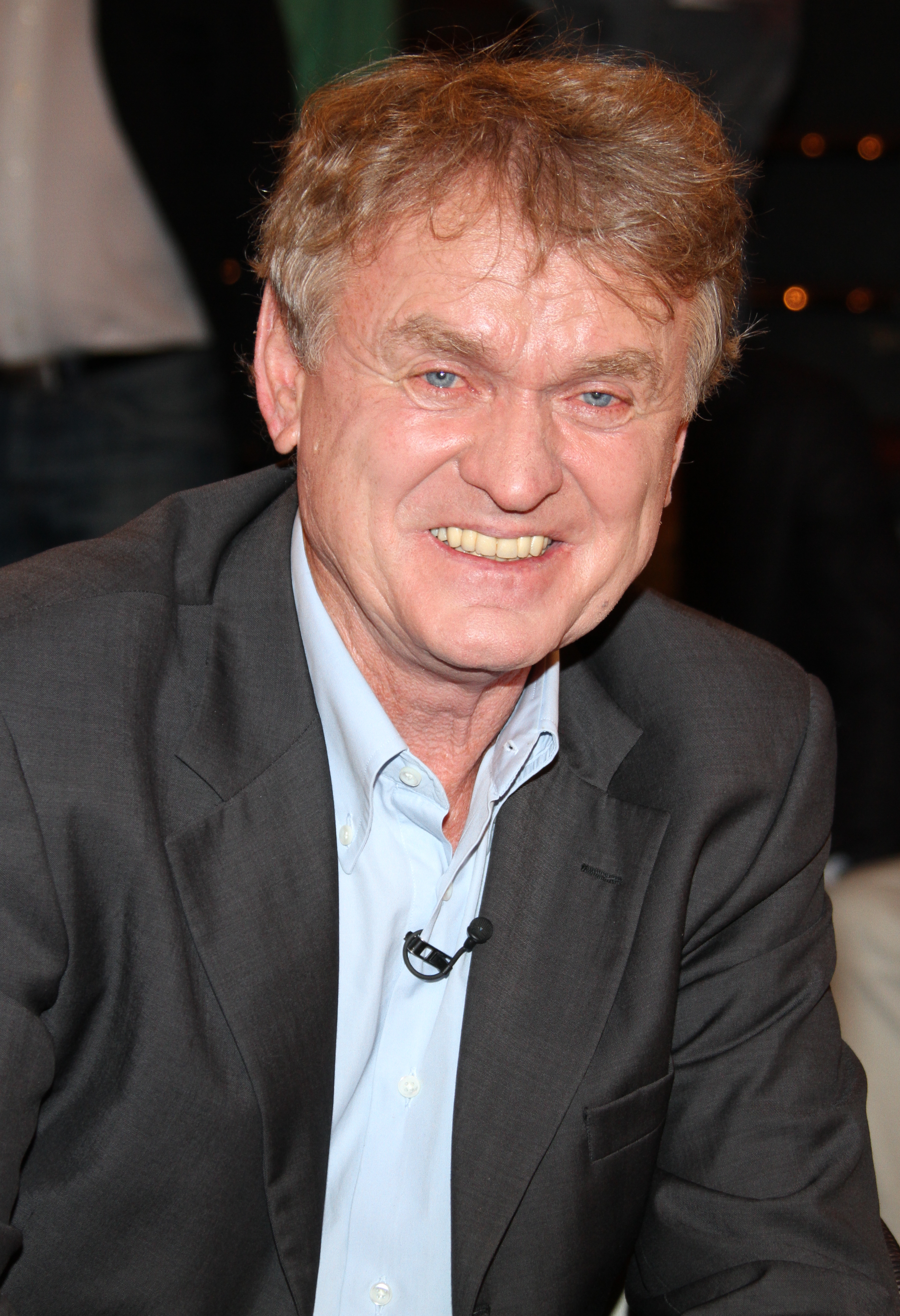
Sepp Maier

- 03. Februar: Fethi Heper, türkischer Fußballspieler († 2025)
- 04. Februar: Gennadij Jewrjuschichin, russischer Fußballspieler († 1998)
- 08. Februar: Axel Lanig, deutscher Skirennläufer
- 08. Februar: Alexander Vencel senior, slowakischer Fußballtorwart und Torwarttrainer
- 10. Februar: Gerd-Reiner Milek, deutscher Fußballspieler
- 11. Februar: Wolf-Dieter Ahlenfelder, deutscher Fußballschiedsrichter († 2014)
- 15. Februar: Paul Vestey, 3. Baronet, britischer Adeliger und Automobilrennfahrer
- 16. Februar: Dieter Brenninger, deutscher Fußballspieler
- 21. Februar: Rolf Göttel, deutscher Fußballschiedsrichter und Stadionsprecher († 2023)
- 21. Februar: Lajos Sătmăreanu, rumänischer Fußballspieler und -trainer († 2025)
- 22. Februar: Jorge de Bagration, spanisch-georgischer Motorsportler (2008)
- 22. Februar: Tom Okker, niederländischer Tennisspieler
- 22. Februar: Jean-Louis Ricci, französischer Automobilrennfahrer († 2001)
- 23. Februar: Dennis Aase, US-amerikanischer Automobilrennfahrer und Rennstallbesitzer
- 25. Februar: François Cevert, französischer Automobilrennfahrer († 1973)
- 25. Februar: Jeff Kline, US-amerikanischer Automobilrennfahrer
- 26. Februar: Wolfgang Braun, deutscher Handballspieler
- 28. Februar: Sepp Maier, deutscher Fußballspieler
- 29. Februar: John Niland, US-amerikanischer American-Football-Spieler

### März
- 06. März: Peter Dietrich, deutscher Fußballspieler
- 15. März: Chi Cheng, taiwanische Leichtathletin und Olympionikin
- 15. März: Emmerich Danzer, österreichischer Eiskunstläufer
- 17. März: Juan Ramón Verón, argentinischer Fußballspieler († 2025)
- 20. März: Wladimir Woronkow, sowjetisch-russischer Skilangläufer und Olympiasieger von 1972 († 2018)
- 24. März: Walter Hellmich, deutscher Fußball-Funktionär
- 28. März: Rick Barry, US-amerikanischer Basketballspieler
- 29. März: Franz Peter Bockholt, deutscher Springreiter

### April
- 03. April: Robert McGregor, britischer Schwimmer
- 06. April: Philippe Carron, Schweizer Automobilrennfahrer
- 06. April: Roger Clark, britischer Langstreckenläufer
- 06. April: Florin Gheorghiu, rumänischer Schachspieler
- 07. April: Marianne Hoepfner, französische Automobilrennfahrerin
- 09. April: Heinz-Joachim Rothenburg, deutscher Leichtathlet (DDR)
- 13. April: Francesco Arese, italienischer Leichtathlet, Unternehmer und Sportfunktionär
- 13. April: Jochen Brand, deutscher Handballspieler
- 15. April: Kunishige Kamamoto, japanischer Fußballspieler, -trainer und -funktionär († 2025)
- 18. April: Albin Planinc, jugoslawischer Schachspieler († 2008)
- 22. April: Jürgen Papies, deutscher Fußballspieler († 2022)
- 24. April: Gustl Wilke, deutscher Handballspieler und -trainer († 2013)
- 25. April: Julio Montero Castillo, uruguayischer Fußballspieler
- 26. April: José Dolhem, französischer Automobilrennfahrer († 1988)
- 26. April: Martha Rockwell, US-amerikanische Skilangläuferin
- 27. April: Heikki Westerinen, finnischer Schachspieler

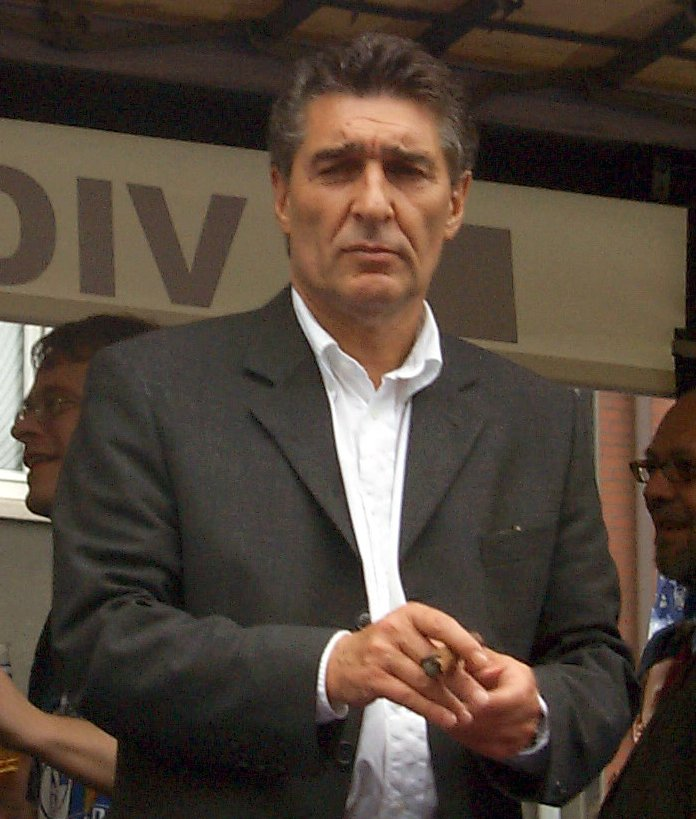
Rudi Assauer

- 30. April: Rudi Assauer, deutscher Fußballmanager († 2019)

### Mai
- 02. Mai: Anna Unger, deutsche Skilangläuferin
- 05. Mai: Roman Dzindzichashvili, US-amerikanischer Schachspieler georgischer Herkunft
- 05. Mai: Bo Larsson, schwedischer Fußballspieler († 2023)
- 08. Mai: Humberto Horacio Ballesteros, argentinisch-peruanischer Fußballtorhüter († 2024)
- 08. Mai: Wadim Faibissowitsch, russischer Schachspieler und -trainer
- 10. Mai: Gunnar Asmussen, dänischer Radrennfahrer
- 10. Mai: André Sloth, französischer Ruderer
- 17. Mai: Martin Studach, Schweizer Ruderer († 2007)
- 20. Mai: Josef Benz, Schweizer Bobsportler und Olympiasieger († 2021)
- 20. Mai: Marilyn Black, australische Leichtathletin und Olympionikin
- 23. Mai: John Newcombe, australischer Tennisspieler John Newcombe

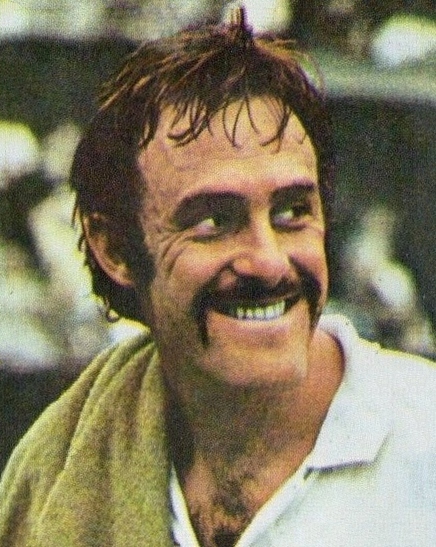
John Newcombe

- 24. Mai: Wolfgang Breuer, deutscher Fußballspieler
- 26. Mai: Sam Posey, US-amerikanischer Automobilrennfahrer
- 27. Mai: Pleun Strik, niederländischer Fußballspieler († 2022)
- 28. Mai: Nick Faure, britischer Automobilrennfahrer
- 31. Mai: Peter Mattli, Schweizer Unternehmer, Politiker und Automobilrennfahrer

### Juni
- 02. Juni: Gerd Welz, deutscher Handballspieler und -trainer
- 02. Juni: Garo Yepremian, US-amerikanischer American-Football-Spieler († 2015)
- 03. Juni: Edith McGuire, US-amerikanische Leichtathletin und Olympiasiegerin
- 03. Juni: Eddy Ottoz, italienischer Leichtathlet
- 05. Juni: Christopher Finnegan, britischer Boxer, Olympiasieger 1968 († 2009)
- 06. Juni: Tommie Smith, US-amerikanischer Leichtathlet und Olympiasieger
- 09. Juni: Christine Goitschel, französische Skirennläuferin
- 11. Juni: Marcel Mignot, französischer Automobilrennfahrer
- 12. Juni: Nelson Acosta, chilenisch-uruguayischer Fußballspieler und -trainer
- 12. Juni: David Weir, US-amerikanischer Automobilrennfahrer († 2012)
- 13. Juni: Edelgard Wendorf, deutsche Handballtrainerin und Handballtorhüterin
- 15. Juni: Inna Ryskal, sowjetische Volleyballspielerin und Olympiasiegerin
- 16. Juni: Annie Famose, französische Skirennläuferin
- 17. Juni: Lucien Guitteny, französischer Automobilrennfahrer
- 20. Juni: Edmund Czihak, deutscher Motorradrennfahrer
- 22. Juni: Jean Klein, französischer Steuermann im Rudern († 2014)
- 25. Juni: Prince Amartey, ghanaischer Boxer

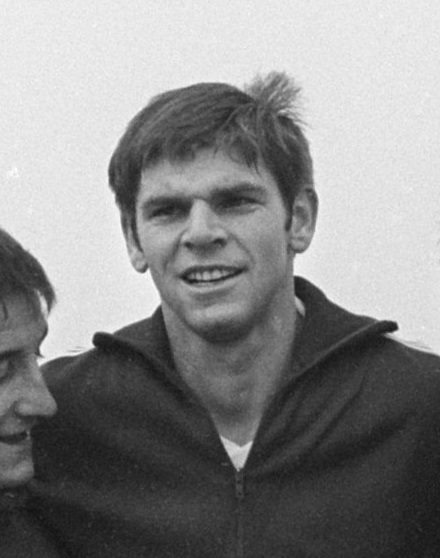
Wolfgang Weber

- 26. Juni: Wolfgang Weber, deutscher Fußballspieler
- 28. Juni: Rudi Lins, österreichischer Automobilrennfahrer
- 28. Juni: Aleksandar Ristić, bosnisch-kroatischer Fußballtrainer

### Juli
- 02. Juli: Dieter Salevsky, deutscher Endurosportler († 2019)
- 03. Juli: Jethro Pugh, US-amerikanischer American-Football-Spieler und Unternehmer († 2015)
- 04. Juli: Albert Kapengut, sowjetisch-belarussischer Schachspieler und -trainer
- 06. Juli: Gunhild Hoffmeister, deutsche Leichtathletin
- 07. Juli: Jürgen Grabowski, deutscher Fußballspieler († 2022)
- 07. Juli: Araquem de Melo, brasilianischer Fußballspieler († 2001)
- 07. Juli: Emanuel Steward, US-amerikanischer Boxer und Boxtrainer († 2012)
- 10. Juli: Mick Grant, britischer Motorradrennfahrer
- 11. Juli: Lou Hudson, US-amerikanischer Basketballspieler († 2014)
- 13. Juli: Egon Coordes, deutscher Fußballspieler und -trainer († 2025)
- 13. Juli: Jürgen Dieckmann, deutscher Fußballspieler († 2022)
- 17. Juli: Carlos Alberto, brasilianischer Fußballspieler und -trainer († 2016)
- 23. Juli: Walt Garrison, US-amerikanischer American-Football-Spieler († 2023)
- 24. Juli: Siegfried Franz, deutscher Fußballtorhüter in der DDR-Oberliga († 2019)
- 25. Juli: Peter Duncan, kanadischer Skirennläufer
- 26. Juli: Micki King, US-amerikanische Wasserspringerin
- 27. Juli: Jean-Marie Leblanc, französischer Sport-Journalist
- 28. Juli: Hassan Moustafa, ägyptischer Handballer, Sportwissenschaftler und Handballfunktionär
- 31. Juli: Paolo Pileri, italienischer Motorradrennfahrer († 2007)

### August
- 03. August: Christel Frese, deutsche Sprinterin und Fußballspielerin
- 05. August: Howard Davies, britischer Sprinter
- 07. August: Dave Morgan, britischer Automobilrennfahrer († 2018)
- 10. August: Björn Ferm, schwedischer Moderner Fünfkämpfer
- 12. August: Francesco Morini, italienischer Fußballspieler
- 13. August: Divina Galica, britische Skirennläuferin und Automobilrennfahrerin
- 15. August: Franz Vogler, deutscher Skirennläufer
- 19. August: Hugo Gatti, argentinischer Fußballtorhüter († 2025)
- 20. August: Teuvo Hatunen, finnischer Skilangläufer († 2010)
- 20. August: Rudolf Thanner, deutscher Eishockeyspieler († 2007)
- 21. August: Werner Führer, deutscher Tanzsportler
- 24. August: Helmut Baur, deutscher Radsportler
- 25. August: Erwin Hermandung, deutscher Fußballspieler
- 27. August: Jan Bols, niederländischer Eisschnellläufer
- 28. August: Alexander Paschkow, russischer Eishockeytorwart
- 30. August: Jean-Claude Darouy, französischer Ruderer († 2006)
- 30. August: Tug McGraw, US-amerikanischer Baseballspieler († 2004)

### September

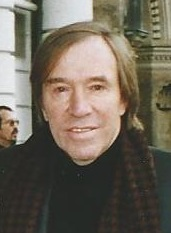
Günter Netzer

- 01. September: João Lagos, portugiesischer Tennisspieler
- 04. September: Dave Bassett, englischer Fußballspieler und -trainer
- 05. September: Ali Artuner, türkischer Fußballtorhüter († 2001)
- 05. September: Jørn Sloth, dänischer Schachspieler
- 07. September: Bora Milutinović, jugoslawischer Fußballspieler und serbisch-mexikanischer Fußballtrainer
- 09. September: Rainer Stiller, deutscher Fußballspieler
- 12. September: Eddie Keizan, südafrikanischer Automobilrennfahrer († 2016)
- 14. September: Günter Netzer, deutscher Fußballspieler
- 15. September: Roger Dorchy, französischer Automobilrennfahrer († 2023)
- 17. September: Rolf Witthöft, deutscher Endurosportler und Unternehmer († 2025)
- 22. September: Maurice Arbez, französischer Skispringer und Skisprungfunktionär († 2020)
- 24. September: Bernd Bransch, deutscher Fußballspieler in der DDR-Oberliga († 2022)
- 25. September: Witalij Zeschkowskij, russischer Schachspieler († 2011)
- 27. September: Helmut Kosmehl, deutscher Handballspieler

### Oktober
- 02. Oktober: Abas Arslanagić, bosnisch-herzegowinischer Handballtrainer und Handballtorwart
- 06. Oktober: Boris Michailow, sowjetisch-russischer Eishockeyspieler

- 07. Oktober: Eduard Geyer, deutscher Fußballspieler in der DDR-Oberliga und -trainer
- 11. Oktober: Franco Gallo, italienischer Eishockeyspieler († 2016)
- 13. Oktober: Jörg Berger, deutscher Fußballspieler und -trainer († 2010)
- 14. Oktober: Volker Kluge, deutscher Sportjournalist und Publizist
- 26. Oktober: Martin Jellinghaus, deutscher Leichtathlet
- 31. Oktober: Bob Day, US-amerikanischer Langstreckenläufer († 2012)

### November

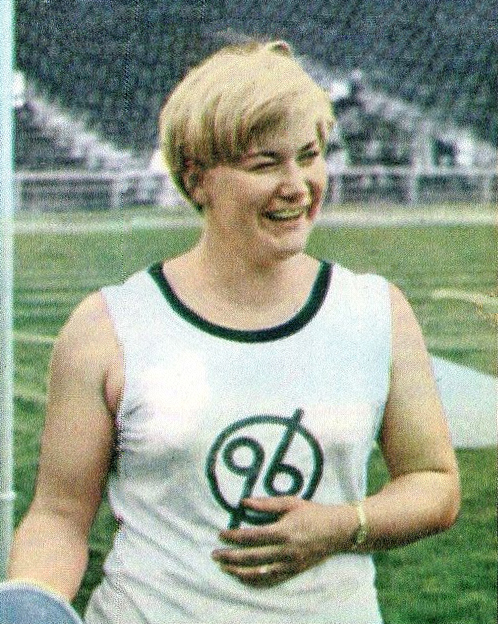
Liesel Westermann, 1968

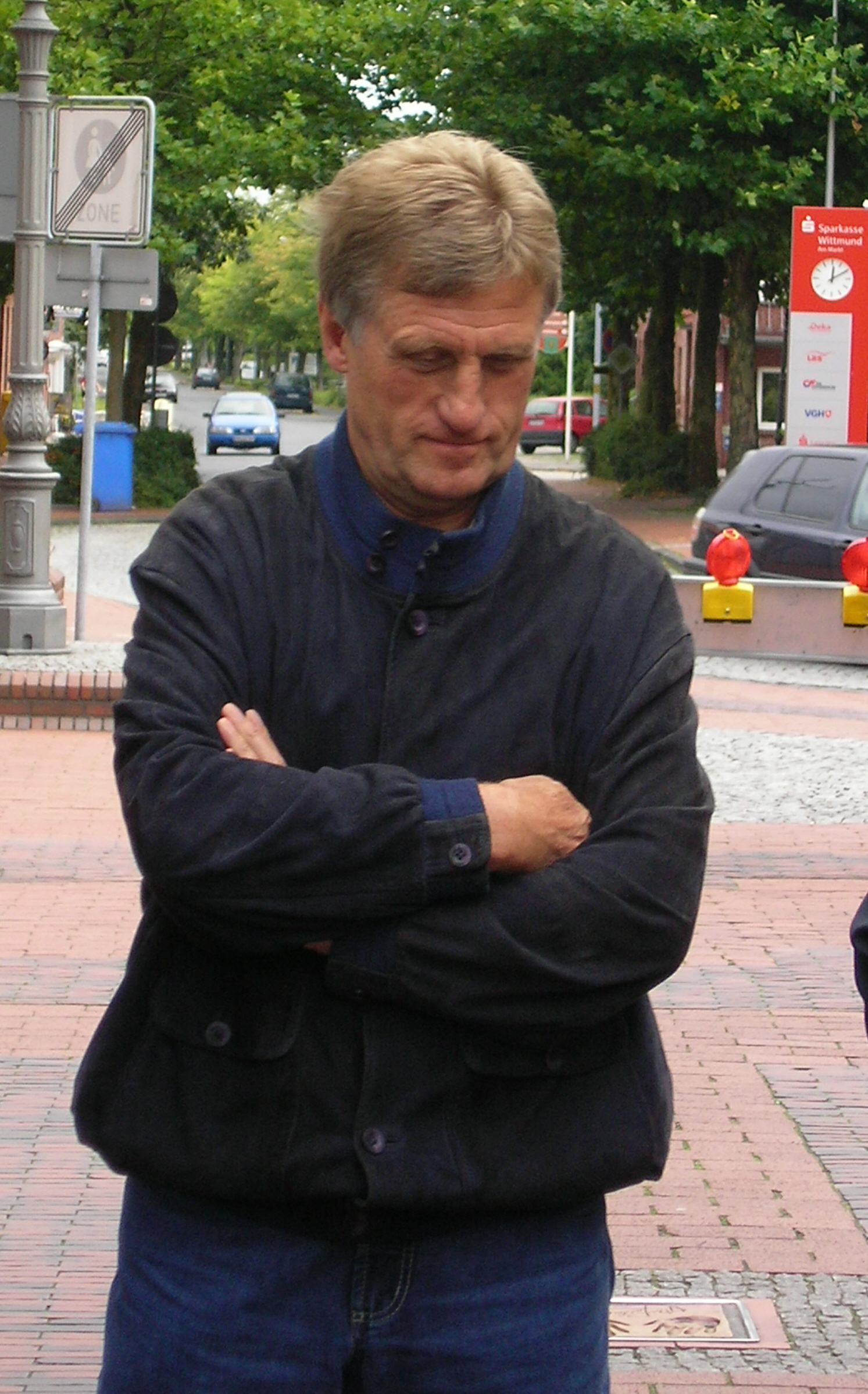
Klaus Fichtel

- 01. November: Gabriele Geißler, deutsche Tischtennisspielerin († 2006)
- 02. November: Alexander Metreweli, sowjetisch-russischer Tennisspieler georgischer Herkunft
- 02. November: Robert Vermeire, belgischer Radrennfahrer
- 02. November: Liesel Westermann, deutsche Leichtathletin
- 05. November: Gustav Hanig, deutscher Eishockeyspieler und -trainer
- 07. November: Luigi Riva, italienischer Fußballspieler († 2024)
- 09. November: George Armstrong, englischer Fußballspieler und -trainer († 2000)
- 09. November: Herbert Wimmer, deutscher Fußballspieler
- 12. November: Ken Houston, US-amerikanischer American-Football-Spieler
- 12. November: Xavier Mathiot, französischer Automobilrennfahrer
- 12. November: Al Michaels, US-amerikanischer Sportreporter
- 12. November: Jan Turner, australische Schwimmerin
- 13. November: Li Yingfa, chinesischer Fußballtrainer und -funktionär
- 15. November: Maurizio Micangeli, italienischer Automobilrennfahrer
- 17. November Marie Laurent, französische Automobilrennfahrerin († 2015)
- 19. November: Klaus Fichtel, deutscher Fußballspieler
- 20. November: Hervé Bayard, französischer Automobilrennfahrer
- 20. November: Klaus Weiß, deutscher Handballtorwart († 2000)
- 22. November: Heinz Simmet, deutscher Fußballspieler († 2024)
- 24. November: Pierre Pagani, französischer Automobilrennfahrer
- 27. November: Erich Hamann, deutscher Fußballspieler (DDR)
- 29. November: Helmut Dähne, deutscher Motorradrennfahrer
- 29. November: Víctor Mora, kolumbianischer Leichtathlet

### Dezember
- 02. Dezember: Jacky Ravenel, französischer Automobilrennfahrer
- 04. Dezember: François Migault, französischer Automobilrennfahrer († 2012)
- 20. Dezember: Christoph Franke, deutscher Fußballspieler und -trainer
- 21. Dezember: Helmut Sandmann, deutscher Fußballspieler
- 22. Dezember: Hermann Erlhoff, deutscher Fußballspieler und -trainer († 2022)
- 24. Dezember: Erhard Keller, deutscher Eisschnellläufer
- 25. Dezember: Ezio Damolin, italienischer Skisportler († 2022)
- 25. Dezember: Jairzinho, brasilianischer Fußballspieler und -trainer

### Genaues Geburtsdatum unbekannt
- Ayhan Aşut, türkischer Fußballspieler und -trainer

## Gestorben

### Januar
- 04. Januar: James Melvill van Carnbée, niederländischer Fechter (* 1867)
- 07. Januar: Otto Salzer, deutscher Mechaniker und Automobilrennfahrer (* 1874)
- 09. Januar: Kurt Hasse, deutscher Springreiter (* 1907)
- 11. Januar: John Walter Christie, US-amerikanischer Automobilrennfahrer, Ingenieur, Erfinder und Unternehmer (* 1865)
- 12. Januar: Juliette Atkinson, US-amerikanische Tennisspielerin (* 1873)
- 15. Januar: Jackie Gibson, südafrikanischer Leichtathlet (* 1914)
- 15. Januar: Giuseppe Loretz, italienischer Radrennfahrer (* 1860)
- 21. Januar: Alfred Schmalzer, österreichischer Feldhandballspieler (* 1912)
- 22. Januar: Jakob Schüller, deutscher Leichtathlet (* 1905)
- 31. Januar: Árpád Weisz, ungarischer Fußballspieler und -trainer (* 1896)
- 000Januar: Joachim Balke, deutscher Schwimmer (* 1917)
- 000Januar: Hanns Mock, deutscher Turner (* unbekannt)

### Februar
- 02. Februar: Tjapko van Bergen, niederländischer Ruderer (* 1903)
- 03. Februar: František Pecháček, tschechoslowakischer Turner (* 1896)
- 03. Februar: Siegfried Purner, österreichischer Feldhandballspieler (* 1915)
- 10. Februar: Kustaa Pihlajamäki, finnischer Ringer (* 1902)
- 14. Februar: Sigismund Freyer, deutscher Springreiter (* 1881)
- 16. Februar: Karl Wallmüller, österreichischer Fußballspieler (* 1913)
- 21. Februar: Emil Juracka, österreichischer Feldhandballspieler (* 1912)
- 21. Februar: Ferenc Szisz, französisch-ungarischer Automobilrennfahrer (* 1873)
- 20. Februar: Albert Heijnneman, niederländischer Leichtathlet (* 1896)
- 25. Februar: Julien Lehouck, belgischer Leichtathlet (* 1896)
- 26. Februar: Helmuth Krause, deutscher Leichtathlet (* 1907)
- 28. Februar: Alfred Beamish, englischer Tennisspieler (* 1879)

### März
- 01. März: Ukon Tokutarō, japanischer Fußballspieler (* 1913)
- 04. März: Samuel Hodgetts, britischer Turner (* 1877)
- 05. März: Rudolf Harbig, deutscher Leichtathlet (* 1913)
- 06. März: Simon Okker, niederländischer Fechter (* 1881)
- 08. März: Oskar Hekš, tschechoslowakischer Leichtathlet (* 1908)
- 09. März: Jaan Kikas, estnischer Gewichtheber (* 1892)
- 21. März: Pierre de Caters, belgischer Automobil- und Motorbootrennfahrer sowie Flugpionier und Unternehmer (* 1875)
- 24. März: Aldo Finzi, italienischer Motorradrennfahrer, Offizier, faschistischer Politiker jüdischer Herkunft, Anwalt, Sportpolitiker und Widerstandskämpfer (* 1891)
- 24. März: Friedrich von Oesterley, deutscher Dressurreiter (* 1871)
- 29. März: Franz von Zedlitz und Leipe, deutscher Sportschütze (* 1876)
- 31. März: George Patching, südafrikanischer Sprinter (* 1886)

### April
- 07. April: Götrik Frykman, schwedischer Fußballspieler (* 1891)
- 09. April: Edward Gleason, US-amerikanischer Sportschütze (* 1869)
- 11. April: Alejandro Villanueva, peruanischer Fußballspieler (* 1908)
- 21. April: Gus Voerg, US-amerikanischer Ruderer (* 1870)
- 22. April: Hippolyte Aucouturier, französischer Radsportler (* 1876)
- 24. April: Dewey Scanlon, US-amerikanischer American-Football-Trainer (* 1899)
- 26. April: Gaston Giran, französischer Ruderer (* 1892)
- 30. April: Franz Hörner, deutscher Automobilrennfahrer (* 1882)
- 30. April: Gino Ravenna, italienischer Turner (* 1889)

### Mai
- 08. Mai: Themistoklis Diakidis, griechischer Hochspringer (* 1882)
- 13. Mai: William Dickey, US-amerikanischer Wasserspringer (* 1874)
- 19. Mai: Albert Delannoy, französischer Leichtathlet (* 1881)
- 23. Mai: Thomas Curtis, US-amerikanischer Leichtathlet (* 1873)
- 26. Mai: Edmund Horton, US-amerikanischer Bobfahrer (* 1895)
- 31. Mai: Edmond Vanwaes, belgischer Ruderer (* 1892)

### Juni
- 03. Juni: Thomas Blackwood Murray, britischer Curlingspieler (* 1877)
- 04. Juni: Harry Blaus, russischer Sportschütze (* 1885)
- 05. Juni: Bronisław Czech, polnischer Skisportler (* 1908)
- 05. Juni: Dezső Wein, ungarischer Gerätturner (* 1873)
- 06. Juni: András Baronyi, ungarischer Schwimmer und Leichtathlet (* 1892)
- 06. Juni: Jesse Wallingford, britischer Sportschütze (* 1872)
- 20. Juni: Toni Merkens, deutscher Radrennfahrer (* 1912)
- 22. Juni: Frank Conner, US-amerikanischer Leichtathlet (* 1908)
- 23. Juni: François Vergucht, belgischer Ruderer (* 1885)
- 27. Juni: Vera Menchik, tschechisch-britische Schachweltmeisterin (* 1906)
- 28. Juni: Hermann Hansen, deutscher Feldhandballspieler (* 1912)
- 28. Juni: Karl Koch, deutscher Radrennfahrer (* 1910)

### Juli
- 07. Juli: Franz Berghammer, österreichischer Feldhandballspieler (* 1913)
- 11. Juli: Aaro Kiviperä, finnischer Moderner Fünfkämpfer und Basketballfunktionär (* 1912)
- 15. Juli: Gian Ferdinando Tomaselli, italienischer Bahnradsportler, Motorrad- und Automobilrennfahrer sowie Konstrukteur (* 1876)
- 16. Juli: Vitale Venzi, italienischer Skisportler (* 1903)
- 18. Juli: Wim Anderiesen, niederländischer Fußballspieler (* 1903)
- 18. Juli: Willi Kürten, deutscher Leichtathlet (* 1908)
- 19. Juli: Arai Shigeo, japanischer Schwimmer (* 1916)
- 19. Juli: Siegfried Powolny, österreichischer Feldhandballspieler (* 1915)
- 21. Juli: Heinz Brandt, deutscher Springreiter (* 1907)
- 22. Juli: Rudolf Fickeisen, deutscher Ruderer (* 1885)
- 23. Juli: Ludwig von Salm, österreichischer Tennisspieler (* 1885)
- 26. Juli: János Krizmanich, ungarischer Turner (* 1889)
- 27. Juli: Perry McGillivray, US-amerikanischer Schwimmer und Wasserballspieler (* 1893)
- 29. Juli: Emil Lohbeck, deutscher Basketballspieler (* 1905)
- 31. Juli: Harald Arbin, schwedischer Wasserspringer, Leichtathlet und Ruderer (* 1867)

### August
- 01. August: Eugen Mühlberger, deutscher Gewichtheber (* 1902)
- 02. August: Martin Neuner, deutscher Skisportler (* 1900)
- 03. August: Lauri Koskela, finnischer Ringer (* 1907)
- 04. August: Georges Dillon-Cavanagh, französischer Fechter (* 1873)
- 10. August: Frank Hegarty, britischer Leichtathlet (* 1892)
- 17. August: Paul Wormser, französischer Fechter (* 1905)
- 18. August: Josef Moser, österreichischer Radrennfahrer (* 1917)
- 18. August: John Thornton, britischer Leichtathlet (* 1911)
- 19. August: Robert Lestienne, französischer Automobilrennfahrer (* 1892)
- 19. August: Juan Zanelli, chilenischer Automobilrennfahrer und Widerstandskämpfer im Zweiten Weltkrieg (* 1906)
- 23. August: Hans Tatzer, österreichischer Sportler (* 1905)

### September
- 02. September: Walter Henderson, britischer Hochspringer, Diskuswerfer, Weitspringer und Speerwerfer (* 1880)
- 02. September: Constant van Langhendonck, belgischer Reiter (* 1870)
- 05. September: Nicolaas Moerloos, belgischer Turner und Gewichtheber (* 1900)
- 06. September: Lion van Minden, niederländischer Fechter (* 1880)
- 07. September: Ole Olsen, dänischer Sportschütze (* 1869)
- 09. September: Gus Sonnenberg, US-amerikanischer American-Football-Spieler, Wrestler (* 1898)
- 11. September: Robert Benoist, französischer Widerstandskämpfer und Automobilrennfahrer (* 1895)
- 12. September: William Stickney, US-amerikanischer Golfspieler (* 1879)
- 14. September: Edward Potts, britischer Turner (* 1881)
- 17. September: Karl Pannos, österreichischer Turner (* 1908)
- 23. September: Matylda Pálfyová, tschechoslowakische Turnerin (* 1912)
- 23. September: John Symes, britischer Cricketspieler (* 1879)
- 25. September: Eugeniusz Lokajski, polnischer Leichtathlet (* 1908)
- 27. September: Helmut Bonnet, deutscher Zehnkämpfer (* 1910)
- 000September: Ernst de Jonge, niederländischer Ruderer (* 1914)
- 000September: Carlo Martinenghi, italienischer Leichtathlet (* 1894)

### Oktober
- 03. Oktober: Narciso Pasta, italienischer Bahnradsportler (* 1873)
- 04. Oktober: Maurits van Löben Sels, niederländischer Fechter (* 1876)
- 07. Oktober: Piet Plantinga, niederländischer Wasserballspieler (* 1896)
- 07. Oktober: Torleif Torkildsen, norwegischer Turner und Tennisspieler (* 1892)
- 08. Oktober: Jean d’Aulan, französischer Bob- und Autorennfahrer (* 1900)
- 08. Oktober: Oszkár Gerde, ungarischer Fechter (* 1883)
- 09. Oktober: Helmut Schlöske, deutscher Leichtathlet (* 1904)
- 10. Oktober: Gösta Lundquist, schwedischer Segler (* 1892)
- 10. Oktober: Jack Murdoch, kanadischer Ruderer (* 1908)
- 11. Oktober: Józef Kałuża, polnischer Fußballspieler und -trainer (* 1896)
- 11. Oktober: Samuel Newton, kanadischer Sportschütze (* 1881)
- 12. Oktober: Paul Palén, schwedischer Sportschütze (* 1881)
- 13. Oktober: Jean Trémoulet, französischer Automobilrennfahrer und Widerstandskämpfer (* 1909)
- 16. Oktober: Karel Hartmann, tschechoslowakischer Eishockeyspieler und -funktionär (* 1885)
- 21. Oktober: Domenico Durante, italienischer Fußballspieler und Maler (* 1879)
- 21. Oktober: Cornelis Hin, niederländischer Segler und Fußballfunktionär (* 1869)
- 23. Oktober: Arthur Blake, US-amerikanischer Leichtathlet (* 1872)
- 23. Oktober: Henry Field, US-amerikanischer Weitspringer (* 1878)
- 24. Oktober: Werner Seelenbinder, deutscher Ringer und Kommunist (* 1904)
- 29. Oktober: Max Götze, deutscher Radsportler (* 1880)

### November
- 04. November: Endre Kabos, ungarischer Fechter (* 1906)
- 08. November: André Abegglen, Schweizer Fußballspieler (* 1909)
- 09. November: Fred Holmes, britischer Tauzieher (* 1886)
- 09. November: Frank Marshall, US-amerikanischer Schachspieler (* 1877)
- 10. November: Werner Böttcher, deutscher Leichtathlet (* 1909)
- 14. November: Cyrus Dallin, US-amerikanischer Bogenschütze (* 1861)
- 21. November: Adolf Jäger, deutscher Fußballspieler (* 1889)
- 25. November: Georg Dascher, deutscher Handballspieler (* 1911)
- 29. November: George Hill, neuseeländischer Langstreckenläufer (* 1891)
- 30. November: Paul Masson, französischer Radsportler (* 1874)

### Dezember
- 06. Dezember: Robert Monier, französischer Segler (* 1885)
- 08. Dezember: Walter Hasenfus, US-amerikanischer Kanute (* 1916)
- 11. Dezember: Sydney Hayes, britischer Lacrossespieler (* 1891)
- 15. Dezember: Heinrich Retschury, österreichischer Fußballspieler, -schiedsrichter und -funktionär (* 1887)
- 23. Dezember: Peder Lykkeberg, dänischer Schwimmer (* 1878)
- 27. Dezember: Alexandre Villaplane, französischer Fußballspieler (* 1904)
- 31. Dezember: Charles Brodbeck, Schweizer Turner (* 1868)

### Datum unbekannt
- Franz Barsicke, deutscher Leichtathlet (* 1905)
- Martin Beckmann, deutscher Sprinter (* 1885)
- Mihály Dávid, ungarischer Kugelstoßer (* 1886)
- Josef Miner, deutscher Boxer (* 1914)
- Henri Quersin, belgischer Sportschütze (* 1863)
- Walter Richli, Schweizer Radrennfahrer (* 1913)
- Eugen Sehnalek, österreichischer Radrennfahrer (* 1911)
- Cyril Snipe, britischer Automobilrennfahrer (* 1888)
- Gustav Sztavjanik, österreichischer Radsportler (* 1907)
- Luigi Tornielli di Borgolavezzaro, italienischer Sportler (* 1888)
- Antal Vágó, ungarischer Fußballspieler (* 1891)
- Georges van der Poele, belgischer Reiter (* 1868)
- Franz Wanderer, deutscher Leichtathlet (* 1901)